# Рощинский район
Рощинский район (до 1945 г. Каннельярвский район; до 1948 г. Райволовский район) — административно-территориальная единица в составе Ленинградской области, существовавшая с 1940 по 1963 годы.
Административными центрами района были посёлки Каннельярви и Рощино.
Площадь территории в первоначально установленных границах — 1545 км², в дальнейшем она значительно увеличилась за счёт присоединения территорий упразднённых районов. Население — 12522 чел. в 1941 году; 2978 чел. в 1945 году; 9646 чел. в 1949 году; 19580 чел. в 1959 году.

## Образование района
Рощинский район образован на территории, присоединённой к СССР по Московскому мирному договору с Финляндией Указом Президиума Верховного Совета РСФСР от 16 мая 1940 года. Первоначально имел название Каннельярвский район, а его центром являлся посёлок Каннельярви.

## Административное деление
При образовании района в его состав вошли дачные посёлки Куоккала и Келломяки, а также следующие 10 сельсоветов:
- Инокюльский
- Каннельярвский
- Кекрольский
- Кивенапский
- Мустомякский
- Перкярвинский
- Райволовский
- Тервольский
- Томмиловский
- Хапальский

Указом Президиума Верховного Совета РСФСР от 22 августа 1945 года центр Каннельярвского района был перенесён в селение Райвола, а Каннельярвский район переименован в Райволовский район.
Указом Президиума Верховного Совета РСФСР от 21 августа 1946 года на части территории Райволовского района образован Курортный район Ленинграда. В состав Курортного района были переданы: поселковые Советы Куоккаловский, Келломякский и населённые пункты Метсякюля, Ваммельсуу, Лаутаранта — Инокюльского сельсовета и населённые пункты Тюресевя, Ванхасаха, Аттола — Райволовского поссовета.
В октябре 1948 года Райволовский район был переименован в Рощинский район, а его центр селение Райвола — в селение Рощино. Несколько позже были переименованы и сельсоветы района:
- Инокюльский — в Приветненский
- Каннельярвский — в Победовский
- Кекрольский — в Пионерский
- Кивенапский — в Первомайский
- Мустомякский — в Горьковский
- Перкярвинский — в Кирилловский
- Райволовский — в Рощинский
- Тервольский — в Чапаевский
- Томмиловский — в Старорусский
- Хапальский — в Ленинский.

В апреле 1954 года в состав Рощинского района вошла территория упразднённого Приморского района. В состав района были включены город Приморск, рабочий посёлок Красноостровский, а также следующие сельсоветы:
- Александровский
- Краснофлотский
- Малышевский
- Никоновский
- Октябрьский
- Прибыловский
- Рябовский
- Тарасовский.

Указом Президиума Верховного Совета РСФСР от 16 июня 1954 года упразднены следующие сельсоветы Рощинского района: 

1) Чапаевский (присоединён к Кирилловскому сельсовету); 

2) Старорусский (присоединён к Горьковскому сельсовету); 

3) Пионерский (присоединён к Первомайскому сельсовету); 

4) Приветненский; 

5) Тарасовский (присоединены к Октябрьскому сельсовету); 

6) Малышевский (присоединён к Рябовскому сельсовету).
В 1956 году упразднён Александровский сельсовет.
Указом Президиума Верховного Совета РСФСР от 4 января 1957 года город Приморск и рабочий посёлок Красноостровский переданы в состав Выборгского района.
В 1957 году также были упразднены Никоновский и Прибыловский сельсоветы.
Решением Ленинградского облисполкома от 31 июля 1959 года районный центр дачный посёлок Рощино отнесён к категории рабочих посёлков. В связи с этим упразднён Рощинский сельсовет.
В 1959 году Краснофлотский сельсовет переименован в Полянский сельсовет.
Указом Президиума Верховного Совета РСФСР от 9 декабря 1960 года в состав Рощинского района была передана часть упразднённого Сосновского района. Согласно решению Ленинградского облисполкома к Рощинскому району присоединялись Мичуринский, Правдинский и Коробицынский сельсоветы.

## Упразднение района
Район был упразднён Указом Президиума Верховного Совета РСФСР от 1 февраля 1963 года в рамках общего укрупнения сельских районов Ленинградской области после разделения облсовета на промышленный и сельский, с передачей территории в состав Выборгского сельского района. В настоящее время территория бывшего Рощинского района полностью входит в состав Выборгского района.